# Pennsylvania
Pennsylvania, conform numelui oficial [The] Commonwealth of Pennsylvania, în română Statul asociat Pennsylvania (pronunție [pɛnsl̩ˈveɪnjə] ori [pɛnsl̩ˈveɪniə]), este un stat situat în nord-estul Statelor Unite ale Americii.
Pennsylvania a fost cunoscută ca Statul quaker încă din 1776; înainte de aceasta avea numele Quaker Province, ca semn de recunoaștere a primei constituții a locului, scrisă de cunoscutul Quaker William Penn, al cărui nume se regăsește în numele statului, (First Frame of Government Constituția statului Pennsylvania care a fost prima din constituțiile statelor SUA care garanta libertatea de conștiință. Penn cunoștea ostilitatea căreia trebuiau să îi facă față Quakers și a creat o constituție foarte modernă pentru acele timpuri pentru a contracara injustițiile și nelegiuirile la care erau supuși aceștia.
Pennsylvania este de asemenea cunoscut sub numele de Keystone State, în română Statul "Cheie de boltă", începând cu 1802, datorită poziției sale centrale geografice printre cele Thirteen Colonies originare care au format Statele Unite ale Americii. Pennsylvania, este de fapt statul central al zonei originare a Uniunii nu numai geografic dar și economic. Astfel industria sa este considerată a fi parte a Nordului SUA, producând bunuri industriale așa cum ar fi Conestoga wagons și puști, în timp ce agricultura este comună Sudului SUA, producând plante tehnice, culturi mari, mâncare, animale domestice și tutun.
Pennsylvania are 82 de km (sau 51 mile) de coastă lacustră, având acces la Lacul Erie și, respectiv, 92 de km (sau 57 de mile) de coastă oceanică la Oceanul Atlantic, de-a lungul estuarului Delaware. Philadelphia este un port important atât oceanic, cât și fluvial, la Delaware River.

## Demografie

Populația statului Pennsylvania în milioane (1790-2000)

### 2010
Populația totală a statului în 2010: 12,702,379
Structura rasială în conformitate cu recensământul din 2010:
- 81.9% Albi (10,406,288)
- 10.8% Negri (1,377,689)
- 0.2% Americani Nativi (26,843)
- 2.7% Asiatici (349,088)
- 0.0% Hawaieni Nativi sau locuitori ai Insulelor Pacificului (3,653)
- 1.9% Două sau mai multe rase (237,835)
- 2.4% Altă rasă (300,983)
- 5.7% Hispanici sau Latino (de orice rasă) (479,087)